# La Cellette, Puy-de-Dôme

La Cellette este o comună în departamentul Puy-de-Dôme, Franța. În 1 ianuarie 2022 avea o populație de 167 de locuitori.